# Henry Johnson (historiker)
Henrik "Henry" Johnson, född 10 februari 1867 i Norra Rörums socken, död 1953, var en svenskamerikansk historiker.
Henry Johnson var son till lantbrukaren Jöns Jönsson. Han emigrerade med sina föräldrar till USA 1869 och växte upp i Sauk Centre. Han ägnade sig först åt banktjänst och tidningsmannaverksamhet, men från 1885 studerade han vid Minnesota University, där han 1889 blev Bachelor of Letters. 1902 avlade han Master of Artsexamen vid Columbia University, samt studerade 1904–1905 historia i Paris och Berlin. Johnson verkade 1889–1895 som lärare vid olika skolor, var 1898–1899 lärare i historia vid State normal school i Moorhead, Minnesota och 1899 vid liknande läroverk i Charleston, Illinois. 1906–1933 var han professor i historia vid Teachers College i Columbia. Där nedlade han ett betydande arbete för historieundervisningens reformering och utgav en rad böcker om dess metodik: The Problem of Adapting History of Children (1908), The Teaching of History (1915, omarbetad upplaga 1940) och Introduction to the History of the Social Sciences in Schools (1932). Som pedagog utövade han ett stort inflytande på de amerikanska skolorna och hade flera förtroendeuppdrag inom skolväsendet i USA. 1937 blev han Doctor of Laws vid Minnesota University. Johnson utgav 1943 en mycket uppmärksammad självbiografi, The other Side of Main Street, där han bland annat av en intressant skildring av sin uppväxt i Sauk Centre.